# Palácio de Langenstein
O Palácio de Langenstein é um edifício renascentista do século XVI. Na atualidade é propriedade dos condes de Douglas. Está no município Orsingen-Nenzingen na localidade de Eigeltingen, perto do lago Constança no sul da Alemanha. é conhecido pelo seu campo de golfe. O palácio alberga também um museu do carnaval.
Augusta Vitória de Hohenzollern-Sigmaringen esposa de Manuel II de Portugal morreu no palácio em 29 de agosto de 1966.